# Louis Chevallier (homme politique)
Pour les articles homonymes, voir Louis Chevallier et Chevallier.
Louis Chevallier, né le 27 janvier 1891 à Levroux (Indre) et mort le 12 novembre 1967 à Leuville-sur-Orge (Seine-et-Oise), est un homme politique français.

## Biographie
Né le 27 janvier 1891, Louis Chevallier effectue ses études primaires et secondaires à Châteauroux. En 1909, il arrive à Paris où il retrouve son cousin issu de germain, Charles de Gaulle avec qui il se lie d'amitié. Il effectue son service militaire (à l'époque d'une durée de trois ans) à partir de 1911, participe à la guerre de 1914-1918 et est fait prisonnier par les Allemands. Il est démobilisé en 1919. Il termine ses études d'histoire et se marie avec Simone Clamagirand en 1922, avec qui il a quatre enfants.
Professeur d'histoire, il enseigne au lycée de Constantine puis à celui de Troyes, puis à celui de Chateauroux. 
En 1941, il est alerté par d'anciens élèves qu'il figure en première place de la liste des otages susceptibles d'être fusillés en cas de représailles allemandes du fait, notamment, de ses liens familiaux avec Charles de Gaulle. Il rentre alors dans la Résistance.
A la Libération, il relance le journal Centre Éclair qui avait cessé toute activité en 1936 et en devient le directeur. Il est élu député à l'assemblée constituante de 1945 puis réélu en 1946 sous l'étiquette MRP. Il est parallèlement nommé administrateur de l'Alliance française.
Il se représente en 1951 sur une liste du Centre national des indépendants et paysans. Bien qu'arrivé largement en tête, il est battu en raison de la loi des apparentements. Il se retire alors de la vie politique.
Il meurt le 12 novembre 1967 dans sa maison de Leuville-sur-Orge.

## Détail des fonctions et des mandats
Mandats parlementaires
- 21 octobre 1945 - 10 juin 1946 : Député de l'Indre
- 2 juin 1946 - 27 novembre 1946 : Député de l'Indre
- 10 novembre 1946 - 4 juillet 1951 : Député de l'Indre